# Autoroute Fnideq - Tétouan
Pour les articles homonymes, voir Autoroute A7 et A7.
L'autoroute A7 Fnideq - Tétouan ou La Méditerranéenne est la plus courte des autoroutes du Maroc. Située le long de la côte méditerranéenne, elle a été ouverte en deux fois en juillet 2007 et juillet 2008.

## Sorties
| Elément                   | Kilomètre | Itinéraire                                                | Routes |
| ------------------------- | --------- | --------------------------------------------------------- | ------ |
| Échangeur entre A7 et N16 | km 0      | الفـنـيـدق سبــتـــة Fnideq Sebta                         | N16    |
| Péage · 710               | km 10     | Gare de péage de Marina Smir مـريـنــا سميــر Marina Smir | N16    |
| 716                       | km 16     | المضيــق M'diq                                            |        |
| 721                       | km 21     | الرأس الأسود مرتـيـل Cabo Negro Martil                    |        |
| Échangeur entre A7 et N16 | km 28     | وســط تــطـــوان Tétouan Centre                           | N16    |
| Échangeur entre A7 et N16 | km 28     | مــرتيــلـ الــربـــاط Martil Rabat                       | N16    |

## Importance de cet axe
L'autoroute A7  est un axe important du réseau autoroutier marocain en raison du développement des échanges commerciaux entre le Maroc et l'Europe, de la proximité du port Tanger Med et de l'intensification estivale de la circulation automobile vers les stations balnéaires de la région Tétouan-Tanger.

## Tracé
| Nom inaugural | Nom actuel | Section         | État (2024)               | Longueur |
| ------------- | ---------- | --------------- | ------------------------- | -------- |
| A6            | A7         | Tétouan – M'diq | En service (juillet 2007) | 14 km    |
| A6            | A7         | M'diq – Fnideq  | En service (juillet 2008) | 14 km    |

Bien qu'ayant un tracé relativement court, cette autoroute a nécessité d'énormes travaux. Le chantier a compté un mouvement de terre d'un volume 19 millions de mètres cubes, la mise en place de 224 000 m3 de sable de drainage et 100 km de drains verticaux pour consolider les sols compressibles.
Cette autoroute a compris également la réalisation de 31 ouvrages de rétablissement et 5 ouvrages de franchissement des cours d'eau, la pose de 175 km de files de glissières, 2 500 m2 de panneaux de signalisation et la plantation de près de 150 ha.

## Financement
Le financement de la section Tétouan – M'diq a été assuré par la FADES pour un montant d’environ 427 millions de MAD, tandis que le financement de la section M'diq – Fnideq a été assuré par la BID pour un montant d’environ 454 millions de MAD.